# منطقة دوول
منطقة دوول (بالألبانية: Rrethi i Devollit) هي واحدة من ستة وثلاثين منطقة تقع في ألبانيا وهي جزء من مقاطعة كورتشي. يقدر عدد سكانها بـ 33,785 نسمة ومساحتها 429 كم2 .

## أعلام
- ستيفان دوشان